# Metaemene alba
Metaemene alba är en fjärilsart som beskrevs av Pieter Cornelius Tobias Snellen 1904. Metaemene alba ingår i släktet Metaemene och familjen nattflyn. Inga underarter finns listade i Catalogue of Life.